# Georg Oskar Harnapp
Georg Oskar Harnapp (* 22. Mai 1903 in Berlin; † 10. September 1980 in Leipzig) war ein deutscher Kinderarzt und Chemiker.

## Leben
Harnapp besuchte zunächst von 1908 bis 1912 die 5. Höhere Bürgerschule in Leipzig. Im Jahr 1919 diente er im Zeitfreiwilligen-Regiment Leipzig. Nach dem Abitur 1921 an der Thomasschule. studierte er von 1922 bis 1927 Humanmedizin an der Universität Leipzig. Er legte die ärztliche Staatsprüfung ab und wurde 1927 in Kinderheilkunde mit der Dissertation Über epigastrische Tumoren und Meteorismus infolge Aerophagie und Zwerchfellneuroseund zum Dr. med. promoviert. Seine Approbation erfolgte 1928, danach arbeitete er als Praktischer Arzt in Leipzig. Von 1928 bis 1931 studierte er Chemie und wurde 1931 am Institut für Physikalische Chemie mit der Arbeit Über die Elektroden dritter Art zum Dr. phil. promoviert. Er war von 1930 bis 1932 Assistent an der Universitätskinderklinik Leipzig.
Von 1933 bis 1943 war er ordentlicher Professor für Vorgeschichte an der Albertus-Universität Königsberg. An der Humboldt-Universität zu Berlin habilitierte er sich 1938 in Kinderheilkunde mit der Arbeit Die Bestimmung von Calciumionenaktivitäten in biologischen Flüssigkeiten. Von 1938 bis 1944 wirkte er als Privatdozent für Kinderheilkunde und Oberarzt (ab 1934) an der Universitätskinderklinik an der Berliner Charité. Harnapp war seit 1929 Mitglied des Opferrings, zum 1. September 1932 trat er der NSDAP bei (Mitgliedsnummer 1.318.604), 1933 dem NSLB/NSDDB und 1938 dem NSDÄB. Außerdem war er Mitglied im Kyffhäuserbund. Er wurde 1937 Assistenzarzt der Reserve bei der Luftwaffensanitätsstaffel Berlin und ab 1939 Oberarzt bei der Reserve-Flak-Abteilung 121 in Berlin. 1939 diente er beim Überfall auf Polen. Er erhielt die Freikorpskämpfer-Ehrenurkunde und die Sudeten-Erinnerungsmedaille. Von 1940 bis 1944 war er stellvertretender Direktor der Universitäts-Kinderklinik Bonn und ab 1944 Chefarzt der Städtischen Kinderklinik Posen.
Nach dem Krieg wurde er Mitglied des FDGB und war als niedergelassener Kinderarzt in Leipzig tätig. Im Jahr 1951 erhielt er einen Lehrauftrag an der Medizinischen Fakultät der Universität Leipzig. Seit 1955 war er Lehrstuhlinhaber für Kinderheilkunde an der Medizinischen Akademie „Carl Gustav Carus“ Dresden. 1956 wurde er Rektor der dortigen Kinderklinik. Harnapp war Mitglied im Hartmannbund (von 1928 bis 1935), der Deutschen Gesellschaft für Ernährung und der Deutschen Gesellschaft für Kinderheilkunde. Im Jahr 1964 wurde er mit der Hufeland-Medaille in Gold ausgezeichnet. 1968 emeritierte er.
Seit 1934 war Harnapp mit der Medizinisch-Technischen Assistentin Gertrud Witte verheiratet.

## Schriften (Auswahl)
- Hyperinsulinismus. In: Acta Paediatrica 22 (1937), 428–430. doi:10.1111/j.1651-2227.1937.tb16739.x